# Omotetie

Un pantograf.

În geometrie, omotetia exprimă într-o formă algebrică asemănarea a două figuri geometrice.

## Exemple

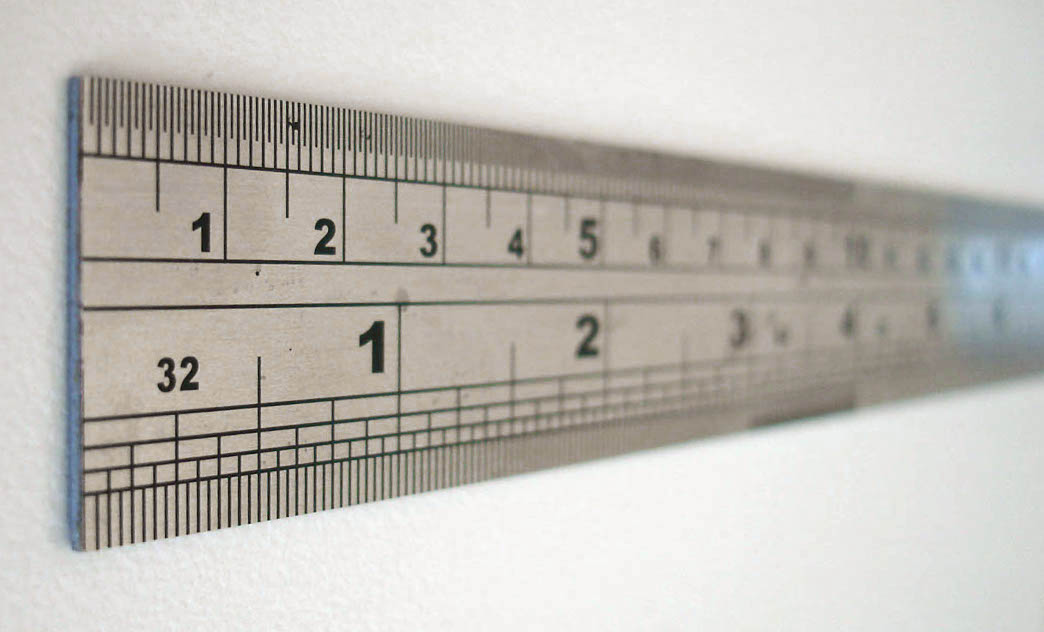
Pentru a ilustra o omotetie nu este nevoie de 2, 3 sau mai multe dimensiuni

Cel mai simplu exemplu este dat de către o riglă.
Vârful 0 este centrul de omotetie. 
Punctul 1 este transportat, de pildă, în punctul 4, printr-o omotetie de centru 0 și raport patru ; putem scrie foarte bine :
04 = 01 + 12 + 23 + 34 = 01 + 01 + 01 + 01 = patru × 01
sau, pe scurt, 
04 = patru × 01,
și încă :
4 = 0 + patru × 01
Un mod răspândit de a nota informația de mai sus este : 
{\displaystyle 1\mapsto 0+\lambda {\overrightarrow {01}},}
unde λ = patru. Dificultatea la citire este dată de faptul că semnul + este folosit ca o adunare între două tipuri distincte de obiecte : în stânga puncte iar în dreapta, segmente orientate. Astfel de abuzuri de notație sunt acceptate în matematică, pentru a nu încărca o formulă cu prea feluri de multe semne.

### Teorema lui Thales

Segmentul DE este transformat în segmentul BC printr-o omotetie de centru A și raport 3:2

Folosind notația de mai sus, o configurație de cinci puncte legate prin teorema lui Thales poate fi descrisă astfel :
{\displaystyle D\mapsto B=A+\lambda {\overrightarrow {AD}},}
{\displaystyle E\mapsto C=A+\lambda {\overrightarrow {AE}}}
unde coeficientul (sau raportul de omotetie) λ este aproximativ 3/2 (pentru desenul din imagine).

### Teorema lui Desargues

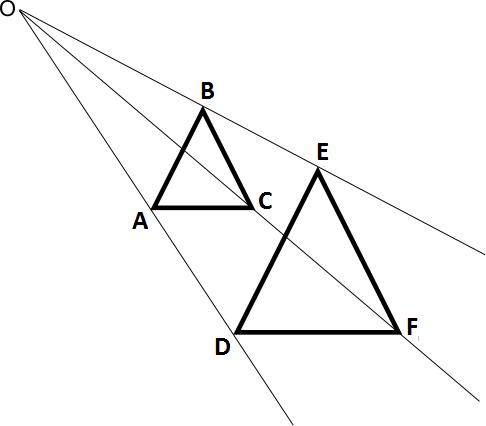
O configurație de șapte puncte legate prin teorema lui Desargues

Folosind notația de mai sus, o configurație de șapte puncte legate prin teorema lui Desargues poate fi descrisă astfel:
{\displaystyle A\mapsto D=O+\lambda {\overrightarrow {OA}},}
{\displaystyle B\mapsto E=O+\lambda {\overrightarrow {OB}},}
{\displaystyle C\mapsto F=O+\lambda {\overrightarrow {OC}}}
Echivalent, se poate scrie la fel de bine:
{\displaystyle OD=\lambda {\overrightarrow {OA}},}
{\displaystyle OE=\lambda {\overrightarrow {OB}},}
{\displaystyle OF=\lambda {\overrightarrow {OC}}}

## Avantaje
Noțiunea de omotetie aduce în plus, în geometrie, coeficientul {\displaystyle \lambda }. 
În geometria riglei și a compasului, numerele care pot lua locul lui {\displaystyle \lambda } nu ajung pentru a putea trisecta un unghi, dubla un cub sau pentru a face cuadratura cercului.
Însă dacă asemănarea a două obiecte a fost descrisă folosind relațiile de omotetie, geometria riglei și a compasului poate fi riguros generalizată la alte geometrii care corespund corpului de ”coeficienți”, oricât de sărac sau de bogat în numere ar fi acesta.
Astfel, {\displaystyle \lambda } poate fi un număr algebric, un număr real, un număr complex sau alt număr dintr-un corp oarecare. În plus, noțiunea de asemănare transcrisă astfel poate fi (și este) implementată în programele de calculator.

## Bibilografie
- Dicționar Tehnic Poliglot, română, rusă, engleză, germană, franceză, spaniolă, ediția a doua, Editura Tehnică, București 1967
- Michèle Audin, Géométrie, EDP Sciences, 2006